# Gustaaf Van Slembrouck
Gustaaf o Gustave Van Slembrouck (Ostenda, 25 marzo 1902 – Ostenda, 7 luglio 1968) è stato un ciclista su strada belga.
Professionista dal 1925 al 1935, conta la vittoria di quattro tappe al Tour de France. Divenne campione del Belgio, prova in linea, nel 1925.

## Carriera
Corse per la Automoto, la J.B. Louvet e la Génial Lucifer-Hutchinson. Ottenne otto vittorie in undici anni di professionismo, fra cui i campionati belgi nel 1925 nella categoria indipendenti e quattro tappe al Tour de France in tre partecipazioni. Nelle classiche ottenne quattro secondi posti, due al Giro delle Fiandre, uno alla Parigi-Roubaix ed uno alla Liegi-Bastogne-Liegi.

## Palmarès
- 1925 (Individuale, 1 vittoria)

Campionati belgi, prova in linea indipendenti
- 1926 (Automoto e J.B. Louvet, 2 vittorie)

Paris - La Guerche
3ª tappa Tour de France (Metz > Dunkerque)
- 1927 (J.B. Louvet, 1 vittoria)

12ª tappa Tour de France (Luchon > Perpignano)
- 1929 (Génial Lucifer, 1 vittoria)

5ª tappa Tour de France (Brest > Vannes)
- 1930 (Génial Lucifer, 1 vittoria)

Grand Prix de La Tribune Républicaine (Roanne)
- 1932 (Génial Lucifer, 1 vittoria)

Omloop van de Westkust (De Panne)

## Altri successi
- 1927

7ª tappa Tour de France (Brest > Vannes, cronometro a squadre)
- 1932

Kermesse di Erembodegem
- 1933

Kermesse di Gistel
Grote Prijs Wingene - Kampioenschap van West-Vlaanderen

## Piazzamenti

### Grandi Giri
- Tour de France

1926: ritirato (14ª tappa)
1927: 14º
1929: ritirato (9ª tappa)

### Classiche monumento
- Giro delle Fiandre

1926: 2º
1927: 2º
1929: 5º
1931: 5º
- Parigi-Roubaix

1926: 2º
1931: 8º
- Liegi-Bastogne-Liegi

1925: 2º